# Mammillaria spinosissima

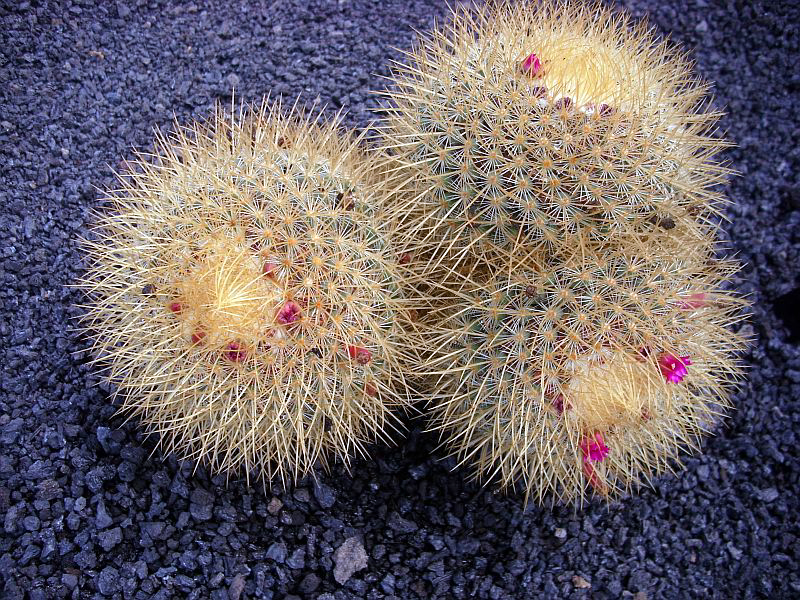
Mammillaria spinosissima subsp. pilcayensis

Mammillaria spinosissima ist eine Pflanzenart aus der Gattung Mammillaria in der Familie der Kakteengewächse (Cactaceae). Das Artepitheton spinosissima leitet sich vom Superlativ des lateinischen Adjektivs spinosus für ‚dornig‘ ab.

## Beschreibung
Mammillaria spinosissima wächst einfach zylindrisch. Die blau-grünen Körper können bis zu 30 Zentimeter lang und 6 bis 7 Zentimeter im Durchmesser groß werden. Sie sind dicht von Dornen umgeben. Der gerundete Scheitel ist wollig mit aufrechten Dornen versehen. Die Axillen sind etwas wollig und borstig. Die schwach kantigen bis kegeligen Warzen  sind 4 bis 5 Millimeter lang. Die Areolen sind kurz, rundlich, später kahl. Die 10 bis 30 Randdornen sind strahlend borstenförmig und 2 bis 18 Millimeter lang. Die 2 bis 17 Mitteldornen sind etwas stärker und 1 bis 2 Zentimeter lang, kaum stechend und sehr verschieden gefärbt; von reinweiß, schmutzigweiß, gelblich, rubinrot oder dunkelrotbraun.
Die im Kranz erscheinenden Blüten sind 2 Zentimeter lang. Die äußeren Blumenblätter sind bräunlich mit rosarotem Rand, die inneren Blumenblätter sind feuerig karminfarben. Die Narben sind grünlich. Die Früchte sind  rötlichbraun oder grünlich. Die Samen sind braun.

## Verbreitung, Systematik und Gefährdung
Mammillaria spinosissima ist in den mexikanischen Bundesstaaten Guerrero und Morelos in Gebirgsregionen zwischen 600 und 1900 Meter verbreitet.
Die Erstbeschreibung erfolgte 1838 durch Charles Lemaire. Nomenklatorische Synonyme sind Cactus spinosissimus (Lem.) Kuntze (1891) und Neomammillaria spinosissima (Lem.) Britton & Rose (1923).
Es werden folgende Unterarten unterschieden:
- Mammillaria spinosissima subsp. spinosissima
- Mammillaria spinosissima subsp. pilcayensis (Bravo) D.R.Hunt:
 Die Erstbeschreibung erfolgte 1958 von Helia Bravo Hollis als Mammillaria pitcayensis.[3] David Richard Hunt stellte sie 1997 als Unterart zu Mammillaria spinosissima.[4]
- Mammillaria spinosissima subsp. tepoxtlana (A.Dietr.) D.R.Hunt:
Die Erstbeschreibung erfolgte 1846 durch Albert Gottfried Dietrich als Mammillaria auricoma[5] David Richard Hunt stellte sie 1997 als Unterart zu Mammillaria spinosissima.[4]

In der Roten Liste gefährdeter Arten der IUCN wird die Art als „Data Deficient (DD)“, d. h. mit keinen ausreichenden Daten geführt.

## Nachweise